# Джордж Тупоу II
Джордж Тупоу II (другая транскрипция: Георг Тупоу II) (англ. George Tupou II; 18 июня 1874 — 5 апреля 1918) — второй король Тонга.
Джордж Тупоу II родился 18 июня 1874 года, в семье дочери наследного принца Тевита Унга. После смерти деда в декабре 1879 года Джордж Тупоу стал наследником престола.
Он вступил на престол после смерти своего прадедушки короля Джорджа Тупоу I в феврале 1893 года. Через несколько месяцев после своей коронации в 1896 году новый король  отправил в отставку правительство Туку Ахо, за то, что оно не объявило карантин на судне, с которого на Тонга распространилась эпидемия кори. Новым премьером был назначен Сатеки Тонга.
Важней моментом правления Джорджа Тупоу II стало то, что в декабре 1914 года на специальном заседании парламента были приняты важнейшие конституционные поправки. Они предусматривали, в частности, уменьшение количества депутатов в законодательной ассамблеи и срок его полномочий с трёх лет до одного года. Также вводились выборы для знати. Для обоснования необходимости уменьшения состава законодательной ассамблеи король провёл встречи со знатью и депутатами парламента, который состоял из 70 членов, что было слишком большим количеством для страны с населением в 22 тысячи человек. Проведение реформы было вызвано преимущественно экономическими причинами, поскольку с началом Первой мировой войны произошло резкое сокращение государственного бюджета.